# Als je voor een dubbeltje geboren bent
Als je voor een dubbeltje geboren bent is een lied van Louis Davids. Het lied werd vertoond in de musicalfilm Op stap uit 1935. De eerste zin van het refrein is vooral bekend als spreekwoord. Als je voor een dubbeltje geboren bent, bereik je nooit een kwartje.
Het spreekwoord betekent Arm geboren zal wel arm blijven. Het spreekwoord Als je voor een dubbeltje geboren bent is een spreekwoord dat vermoedelijk al voor de zeventiende eeuw bestond, toen met andere muntnamen. ‘Wie tot een blank geboren is, zal zijn leven geen stuiver rijk worden.’
Het lied was succesvoller dan de film waarin het lied vertoond werd.
In 2017 is het nummer uitgebracht op het album Als je voor een dubbeltje geboren bent en andere parels door het platenlabel Top Notch.
In 2020 werd er door de Volkskrant een deel uit het lied geciteerd.